# Bénéfactif
En linguistique, le bénéfactif est un trait grammatical exprimant le rôle sémantique dévolu à une entité bénéficiaire d'un procès, c'est-à-dire affectée de manière avantageuse pour elle par une action ou une situation. Le bénéfactif peut s'exprimer grammaticalement de diverses manières dans les langues : par une marque de cas, une adposition (préposition ou postposition) ou une voix verbale spécifique.

## Exemples dans diverses langues

### Cas grammatical
Certaines langues possèdent une marque spécifique pour le cas bénéfactif.
- En basque, le nom au bénéfactif prend la marque -entzat.
- En quechua, le nom au bénéfactif prend la marque -paq.
- En tangkhul naga, (une langue de la famille tibéto-birmane) le nom au bénéfactif prend la marque -wiʋaŋ.

Mais dans de nombreuses langues, le sens bénéfactif est sémantiquement inclus dans un cas de portée plus générale.
- Il s'agit souvent du datif, qui exprime en premier lieu l'attribution (le complément d'objet second en grammaire française). C'est par exemple le cas en latin, pour lequel on désigne alors traditionnellement un tel datif sous le nom de dativus commodi. Exemple : Servus agros colit domino. « L'esclave cultive les champs pour le maître. »
- En finnois, le sens bénéfactif est porté par l'allatif : Vanhempi piirsi lapselle hevosen. « Un parent a dessiné un cheval pour l'enfant. »

### Adposition
- En français, le bénéfactif se forme souvent avec la préposition pour : Je le fais pour toi.
- En anglais, il se forme avec la préposition for : She opened the door for Tom. « Elle ouvrit la porte pour Tom »

### Voix verbale
- En oubykh, le bénéfactif se forme avec un préfixe verbal.
- En nahuatl le nom au bénéfactif prend l'accusatif et le verbe prend la voix oblique.

## Autobénéfactif
On parle d'autobénéfactif quand l'agent et le bénéficiaire sont une seule et même personne. C'est un des sens possibles de la voix moyenne en grec ancien et en sanskrit.